# Danh sách phim có doanh thu đứng đầu tại Mỹ năm 2010
Đây là danh sách các bộ phim có doanh thu đứng đầu tại Mỹ theo tuần trong năm 2010.

## Những phim hàng đầu
| #  | Thời gian            | Phim                                                     | Doanh thu    | Chú thích | Liên quan     |
| -- | -------------------- | -------------------------------------------------------- | ------------ | --- | ------------- |
| 1  | 3 tháng 1 năm 2010   | Avatar                                                   | $68,490,688  | | [ 1 ]         |
| 2  | 10 tháng 1 năm 2010  | Avatar                                                   | $50,306,217  | Hạ gục Hiệp sĩ bóng đêm xuống vị trị thứ 3 để trở thành bộ phim có doanh thu cao đứng thứ 2 ở Hoa Kỳ. | [ 2 ]         |
| 3  | 17 tháng 1 năm 2010  | Avatar                                                   | $42,785,612  | Avatar chính thức vượt qua Titanic trở thành bộ phim có doanh thu cao nhất mọi thời đại. | [ 3 ] [ 4 ]   |
| 4  | 24 tháng 1 năm 2010  | Avatar                                                   | $34,944,081  | Vượt qua bom tấn Transformers: Bại binh phục hận để trở thành bộ phim có doanh thu cao nhất năm 2009. | [ 5 ]         |
| 5  | 31 tháng 1 năm 2010  | Avatar                                                   | $31,280,029  | Avatar tiếp tục chứng tỏ sức hút khổng lồ của mình khi tuần thứ 4 liên tiếp đứng đầu bảng xếp hạng phim ăn khách khu vực Bắc Mỹ. Trong tuần qua, Avatar đã thu về 48,5 triệu USD doanh thu phòng vé. | [ 6 ]         |
| 6  | 7 tháng 2 năm 2010   | Dear John                                                | $30,468,614  | "Gửi John" đã xóa bỏ ách thống trị của Avatar lên tới 32,4 triệu USD. Siêu phẩm 'Avatar' rớt xuống vị trí thứ hai với 23,6 triệu USD. | [ 7 ]         |
| 7  | 14 tháng 2 năm 2010  | Valentine's Day                                          | $56,260,707  | Bộ phim của đạo diễn Garry Marshall đã thu hút một khối lượng khổng lồ khán giả đến rạp, đem về doanh thu cho "Valentine's Day" ước tính khoảng 52,4 triệu đôla. | [ 8 ] [ 9 ]   |
| 8  | 21 tháng 2 năm 2010  | Shutter Island                                           | $41,062,440  | Bộ phim "Đảo Kinh hoàng" đã soán ngôi bộ phim tình cảm lãng mạn "Valentine's Day" trong bảng xếp hạng doanh thu phòng vé. Khởi chiếu vào ngày 19/2, "Đảo Kinh hoàng" thu về 40,2 triệu đô la Mỹ chỉ tính riêng khu vực Bắc Mỹ, gấp 2 lần so với doanh thu của bộ phim xếp thứ 2 - "Valentine's Day". | [ 10 ]        |
| 9  | 28 tháng 2 năm 2010  | Shutter Island                                           | $22,665,205  | | [ 11 ]        |
| 10 | 7 tháng 3 năm 2010   | Alice in Wonderland                                      | $116,101,023 | Với doanh thu khổng lồ 116,3 triệu USD ngay trong tuần đầu công chiếu, bộ phim 3D "Alice lạc vào xứ sở thần tiên" của đạo diễn Tim Burton trở thành một trong những bộ phim có màn ra mắt ấn tượng nhất trong năm. | [ 12 ]        |
| 11 | 14 tháng 3 năm 2010  | Alice in Wonderland                                      | $62,714,076  | | [ 13 ]        |
| 12 | 21 tháng 3 năm 2010  | Alice in Wonderland                                      | $34,189,969  | | [ 14 ]        |
| 13 | 28 tháng 3 năm 2010  | How to Train Your Dragon                                 | $43,732,319  | Sau 3 tuần liên tiếp dẫn đầu doanh thu tại Bắc Mỹ, tuần này siêu phẩm 3D của đạo diễn Tim Burton đã phải nhường vị trí quán quân cho một bộ phim 3D khác là bộ phim Bí kíp luyện rồng của hãng "DreamWorks Animation". | [ 15 ]        |
| 14 | 4 tháng 4 năm 2010   | Clash of the Titans                                      | $61,235,105  | Với 61,4 triệu USD doanh thu tuần đầu tiên, "Cuộc chiến giữa các vị thần" - bộ phim bom tấn được làm dựa trên thần thoại Hy Lạp - dẫn đầu bảng xếp hạng những phim ăn khách nhất Bắc Mỹ. | [ 16 ] [ 17 ] |
| 15 | 11 tháng 4 năm 2010  | Clash of the Titans                                      | $26,633,209  | | [ 18 ]        |
| 16 | 18 tháng 4 năm 2010  | Kick-Ass                                                 | $19,828,687  | | [ 19 ]        |
| 17 | 25 tháng 4 năm 2010  | How to Train Your Dragon                                 | $15,350,213  | Với doanh thu 20 triệu USD, bộ phim hoạt hình 3D của DreamWorks đã lội ngược dòng, từ vị trí số ba lên thành quán quân của bảng xếp hạng phim ăn khách nhất tại Bắc Mỹ tuần này. | [ 20 ]        |
| 18 | 2 tháng 5 năm 2010   | A Nightmare on Elm Street                                | $32,902,299  | Ra mắt cuối tuần, "A Nightmare on Elm Street" - bộ phim được làm lại từ tác phẩm điện ảnh kinh điển cùng tên năm 1984, hiện dẫn đầu danh sách những bộ phim ăn khách nhất tại Mỹ với doanh thu 32,2 triệu USD. | [ 21 ]        |
| 19 | 9 tháng 5 năm 2010   | Iron Man 2                                               | $128,122,480 | Với 134 triệu USD trong tuần đầu tiên phát hành, 'Người Sắt 2' dẫn đầu bảng xếp hạng Bắc Mỹ tuần này, đồng thời lọt vào Top 5 bộ phim có màn ra mắt ấn tượng nhất trong lịch sử Hollywood. | [ 22 ]        |
| 20 | 16 tháng 5 năm 2010  | Iron Man 2                                               | $52,041,005  | Với doanh thu 53 triệu USD, 'Người Sắt 2' vẫn tiếp tục là quán quân của bảng xếp hạng những bộ phim ăn khách nhất Bắc Mỹ. | [ 23 ]        |
| 21 | 23 tháng 5 năm 2010  | Shrek Forever After                                      | $70,838,207  | Sau hai tuần đứng đầu doanh thu bảng xếp hạng những phim ăn khách nhất Bắc Mỹ, 'Người Sắt 2' đã phải nhường ngôi quán quân cho bộ phim hoạt hình 3-D 'Shrek Forever After'. | [ 24 ]        |
| 22 | 30 tháng 5 năm 2010  | Shrek Forever After                                      | $43,311,063  | Vượt qua doanh số của 'Sex And The City 2' và 'Prince of Persia: The Sands of Time', 'Shrek Forever After' vẫn là bộ phim ăn khách nhất tuần qua tại Mỹ. | [ 25 ] [ 26 ] |
| 23 | 6 tháng 6 năm 2010   | Shrek Forever After                                      | $25,486,465  | Sau 3 tuần phát hành, "Shrek Forever After" vẫn là quán quân của bảng xếp hạng những phim ăn khách nhất tại Mỹ. | [ 27 ]        |
| 24 | 13 tháng 6 năm 2010  | The Karate Kid                                           | $55,665,805  | Sau 3 tuần liên tiếp dẫn đầu bảng xếp hạng những bộ phim ăn khách nhất tại Bắc Mỹ, "Shrek Forever After" đã phải nhường vị trí quán quân cho bộ phim võ thuật "The Karate Kid". | [ 28 ]        |
| 25 | 20 tháng 6 năm 2010  | Toy Story 3                                              | $110,307,189 | Chỉ sau ba ngày công chiếu, Toy Story 3 đã thu về cho Pixar 109 triệu USD. Với con số doanh thu khổng lồ này chỉ sau vài ngày công chiếu, Toy Story 3 đã lập nên hai kỷ lục mới khi trở thành tác phẩm có màn ra mắt thành công nhất trong tháng 6 vượt qua cả Transformer: Bại binh phục hận.Nếu tính rộng ra trên lĩnh vực hoạt hình 3-D, doanh thu mở màn của Toy Story 3 chỉ thua đúng duy nhất Shrek The Third (121 triệu USD). | [ 29 ]        |
| 26 | 27 tháng 6 năm 2010  | Toy Story 3                                              | $59,337,669  | Toy Story 3 Vị trí quán quân của bảng xếp hạng những bộ phim có doanh thu cao nhất Bắc Mỹ tuần này tiếp tục thuộc về "kỳ quan thứ 11" của Pixar. | [ 30 ]        |
| 27 | 4 tháng 7 năm 2010   | The Twilight Saga: Eclipse                               | $64,832,191  | Doanh thu 69 triệu USD trong ba ngày cuối tuần đã đưa Nhật thực (Eclipse) trở thành nhà quán quân mới của bảng xếp hạng Bắc Mỹ. Nếu tính cả nguồn thu từ số vé bán ra trong cả hai ngày công chiếu 30/6 và 1/7 thì Nhật thực đã đem về cho hãng Summit Entertainment 162 triệu USD tính riêng tại Mỹ. | [ 31 ] [ 32 ] |
| 28 | 11 tháng 7 năm 2010  | Despicable Me                                            | $56,397,125  | Tác phẩm hoạt hình 3D Despicable Me bất ngờ đánh bại bộ phim ăn khách Nhật thực để trở thành quán quân mới của bảng xếp hạng Bắc Mỹ với 60,1 triệu USD thu được trong ba ngày công chiếu đầu tiên. Con số này vượt xa mong đợi của hãng Universal bởi kinh phí sản xuất phim chỉ vào khoảng gần 70 triệu USD. | [ 33 ]        |
| 29 | 18 tháng 7 năm 2010  | Inception                                                | $62,785,337  | Không nằm ngoài dự kiến của các chuyên gia dự đoán, bom tấn giả tưởng được mong đợi nhất mùa hè 2010 - Inception - trở thành bộ phim ăn khách nhất tuần này tại Mỹ với doanh thu 60,4 triệu USD sau ba ngày đầu công chiếu. | [ 34 ]        |
| 30 | 25 tháng 7 năm 2010  | Inception                                                | $42,725,012  | | [ 35 ]        |
| 31 | 1 tháng 8 năm 2010   | Inception                                                | $27,485,245  | | [ 36 ]        |
| 32 | 8 tháng 8 năm 2010   | The Other Guys                                           | $35,543,162  | | [ 37 ]        |
| 33 | 15 tháng 8 năm 2010  | The Expendables                                          | $34,825,135  | | [ 38 ]        |
| 34 | 22 tháng 8 năm 2010  | The Expendables                                          | $16,968,032  | | [ 39 ]        |
| 35 | 29 tháng 8 năm 2010  | Takers                                                   | $20,512,304  | | [ 40 ]        |
| 36 | 5 tháng 9 năm 2010   | The American                                             | $13,177,790  | | [ 41 ] [ 42 ] |
| 37 | 12 tháng 9 năm 2010  | Resident Evil: Afterlife                                 | $26,650,264  | | [ 43 ]        |
| 38 | 19 tháng 9 năm 2010  | The Town                                                 | $23,808,032  | | [ 44 ]        |
| 39 | 26 tháng 9 năm 2010  | Wall Street: Money Never Sleeps                          | $19,011,188  | | [ 45 ]        |
| 40 | 3 tháng 10 năm 2010  | The Social Network                                       | $22,445,653  | | [ 46 ]        |
| 41 | 10 tháng 10 năm 2010 | The Social Network                                       | $15,451,991  | | [ 47 ] [ 48 ] |
| 42 | 17 tháng 10 năm 2010 | Jackass 3D                                               | $50,353,641  | | [ 49 ]        |
| 43 | 24 tháng 10 năm 2010 | Paranormal Activity 2                                    | $40,678,424  | | [ 50 ]        |
| 44 | 31 tháng 10 năm 2010 | Saw 3D                                                   | $22,530,123  | | [ 51 ]        |
| 45 | 7 tháng 11 năm 2010  | Megamind                                                 | $46,016,833  | | [ 52 ]        |
| 46 | 14 tháng 11 năm 2010 | Megamind                                                 | $29,120,461  | | [ 53 ]        |
| 47 | 21 tháng 11 năm 2010 | Harry Potter and the Deathly Hallows – Part 1            | $125,017,372 | | [ 54 ]        |
| 48 | 28 tháng 11 năm 2010 | Harry Potter and the Deathly Hallows – Part 1            | $49,087,101  | | [ 55 ]        |
| 49 | 5 tháng 12 năm 2010  | Tangled                                                  | $21,608,891  | | [ 56 ]        |
| 50 | 12 tháng 12 năm 2010 | The Chronicles of Narnia: The Voyage of the Dawn Treader | $24,005,069  | | [ 57 ]        |
| 51 | 19 tháng 12 năm 2010 | Tron: Legacy                                             | $44,026,211  | | [ 58 ]        |
| 52 | 26 tháng 12 năm 2010 | Little Fockers                                           | $30,833,665  | | [ 59 ]        |
| 53 | 2 tháng 1 năm 2011   | Little Fockers                                           | $25,766,485  | | [ 60 ]        |

## Phim có doanh thu cao nhất

### Calendar Gross
Danh sách những phim có doanh thu cao nhất năm 2010 bởi Calendar Gross
| Xép hạng | Phim                                          | Studio(s)             | Diễn viên | Đạo diễn                      | Doanh thu    |
| -------- | --------------------------------------------- | --------------------- | --- | ----------------------------- | ------------ |
| 1.       | Avatar                                        | 20th Century Fox      | Sam Worthington, Zoe Saldana, Stephen Lang, Michelle Rodriguez và Sigourney Weaver | James Cameron                 | $466,141,929 |
| 2.       | Toy Story 3                                   | Walt Disney Studios   | lồng tiếng bởi Tom Hanks, Tim Allen, Joan Cusack, Don Rickles, Wallace Shawn, John Ratzenberger, Estelle Harris, Blake Clark, Jeff Pidgeon, Ned Beatty, Michael Keaton, Jodi Benson and John Morris                                                                   | Lee Unkrich                   | $410,171,027 |
| 3.       | Alice in Wonderland                           | Walt Disney Studios   | Johnny Depp, Anne Hathaway, Helena Bonham Carter, Crispin Glover, Matt Lucas, Mia Wasikowska, Alan Rickman, Stephen Fry, Michael Sheen và Timothy Spall | Tim Burton                    | $332,430,200 |
| 4.       | Iron Man 2                                    | Paramount Pictures    | Robert Downey Jr., Gwyneth Paltrow, Don Cheadle, Scarlett Johansson, Sam Rockwell, Mickey Rourke và Samuel L. Jackson | Jon Favreau                   | $312,433,331 |
| 5.       | The Twilight Saga: Eclipse                    | Summit Entertainment  | Kristen Stewart, Robert Pattinson, Taylor Lautner, Bryce Dallas Howard, Billy Burke và Dakota Fanning | David Slade                   | $300,531,751 |
| 6.       | Inception                                     | Warner Bros. Pictures | Leonardo DiCaprio, Ken Watanabe, Joseph Gordon-Levitt, Marion Cotillard, Elliot Page, Tom Hardy, Cillian Murphy, Tom Berenger vàMichael Caine | Christopher Nolan             | $292,558,188 |
| 7.       | Harry Potter and the Deathly Hallows – Part 1 | Warner Bros. Pictures | Daniel Radcliffe, Rupert Grint, Emma Watson, Helena Bonham Carter, Robbie Coltrane, Ralph Fiennes, Michael Gambon, Brendan Gleeson, Richard Griffiths, John Hurt, Rhys Ifans, Jason Isaacs, Alan Rickman, Fiona Shaw, Timothy Spall, Imelda Staunton và David Thewlis | David Yates                   | $280,230,127 |
| 8.       | Despicable Me                                 | Universal Pictures    | lồng tiếng bởi Steve Carell, Jason Segel, Russell Brand, Kristen Wiig, Miranda Cosgrove, Will Arnett và Julie Andrews | Pierre Coffin và Chris Renaud | $251,083,040 |
| 9.       | Shrek Forever After                           | Paramount Pictures    | lồng tiếng bởi Mike Myers, Eddie Murphy, Cameron Diaz, Antonio Banderas, Julie Andrews, John Cleese, Walt Dohrn, Jane Lynch, Jon Hamm, Craig Robinson, Lake Bell, Mary Kay Place, Kathy Griffin và Kristen Schaal                                                     | Mike Mitchell                 | $238,736,787 |
| 10.      | How to Train Your Dragon                      | Paramount Pictures    | lồng tiếng bởi Jay Baruchel, Gerard Butler, Craig Ferguson, America Ferrera, Jonah Hill, Christopher Mintz-Plasse, T. J. Miller, Kristen Wiig và David Tennant | Chris Sanders và Dean DeBlois | $217,581,231 |

### Theo doanh thu
| Xếp hạng | Phim                                          | Nhà phát hành | Tổng doanh thu |
| -------- | --------------------------------------------- | ------------- | -------------- |
| 1.       | Toy Story 3                                   | Disney        | $415,004,880   |
| 2.       | Alice in Wonderland                           | Disney        | $334,191,110   |
| 3.       | Iron Man 2                                    | Paramount     | $312,433,331   |
| 4.       | The Twilight Saga: Eclipse                    | Summit        | $300,531,751   |
| 5.       | Harry Potter and the Deathly Hallows – Part 1 | Warner Bros.  | $295,983,305   |
| 6.       | Inception                                     | Warner Bros.  | $292,576,195   |
| 7.       | Despicable Me                                 | Universal     | $251,513,985   |
| 8.       | Shrek Forever After                           | Paramount     | $238,736,787   |
| 9.       | How to Train Your Dragon                      | Paramount     | $217,581,231   |
| 10.      | Tangled                                       | Disney        | $200,821,936   |